# Elektronische communicatie
Elektronische communicatie is het overbrengen van informatie van een zender naar een of meerdere ontvangers door middel van elektronische (elektromagnetische) signalen. Elektronische communicatiemiddelen, met name telefonie en internet, hebben het mensen en systemen mogelijk gemaakt om eenvoudig, effectief en tegen steeds lagere kosten te communiceren. Telecommunicatie - het communiceren over substantiële afstanden - is op basis van elektronische communicatiemiddelen exponentieel gegroeid en wordt in de 21e eeuw steeds vaker gezien als een fundamenteel recht van de mens. Elektronische communicatie speelt ook in de wereldeconomie een substantiële rol. Alleen al in de wereldwijde telecommunicatie-industrie zijn de jaarlijkse opbrengsten in 2008 meer dan $3,5 biljoen.

## Geschiedenis
Het eerste systeem dat is gebaseerd op elektronische communicatie is de elektromagnetische telegraaf, die rond 1845 door Morse Patentees voor het eerst met commercieel succes in de Verenigde Staten werd geïntroduceerd. Deze telegraaf was gebaseerd op het gebruik van Morse-alfabet. Iets eerder, zo rond 1839 was er al een 'naald-telegraaf' die met enig succes door Cooke and Wheatstone in het Verenigd Koninkrijk was geïntroduceerd.
Tegen 1850 waren er al uitgebreide netwerken in de Verenigde Staten en het Verenigd Koninkrijk en rond 1870 was er al sprake van een wereldomspannend netwerk. Naast de militaire toepassing was met name de commerciële gebruik voor de handel de grote drijvende kracht.
In de loop van de tijd is elektronische communicatie als gevolg van technologische en maatschappelijke ontwikkelingen, die elkaar wederzijds beïnvloedden, onstuimig blijven groeien.

### Technologische ontwikkeling
Veel technologische ontdekkingen hebben een snelle en praktische toepassing gevonden in manieren om elektronische communicatie te verbeteren. Waar in het begin de communicatie over grote afstanden (telecommunicatie) de nadruk heeft, krijgt daarna de snelheid door de digitalisering een steeds grotere rol in de technologische ontwikkeling.

### Radio communicatie
De ontwikkeling van een experiment in een laboratorium tot een commerciële toepassing omvatte enkele tientallen jaren. In 1878 ontdekte David E. Hughes tijdens experimenten met een telefoon dat vonken hoorbaar waren in de telefoonontvanger. Hij ontwikkelde een op koolstof gebaseerde detector en was uiteindelijk in staat om signalen tot enkele honderden meters waar te nemen.
Onderzoekers als Thomas Edison, Nikola Tesla, Alexander Stepanovich Popov en Guglielmo Marconi brachten deze ontdekking aan het eind van de 19e eeuw verder tot de eerste praktisch toepasbare oplossing: de draadloze telegraaf. Rond 1906 was het mogelijk geluid over te zenden met behulp van radiogolven en in augustus 1920 vond in Detroit de eerste radio nieuwsuitzending plaats. De uitvinding van de elektronenbuis maakte steeds verder reikende draadloze verbindingen mogelijk. De ontwikkeling is de gehele 20e eeuw verdergegaan. Dit heeft geleid tot het mogelijk worden van onder andere televisie, mobiele telefonie en draadloze wifi-netwerken.

### Telefonie
Er zijn diverse uitvinders en onderzoekers die hebben gewerkt aan het principe van spraak over een draad en die elkaars ontdekkingen hebben verbeterd. Bekende namen waren onder andere Innocenzo Manzetti, Antonio Meucci, Johann Philipp Reis, Elisha Gray, Alexander Graham Bell, en Thomas Edison. Het eerste patent is in de Verenigde Staten in maart 1876 onomstotelijk toegekend aan Alexander Graham Bell.
Met uitvindingen als het schakelborden bediend door telefonisten, de draaischijf en de telefooncentrale ontstonden de eerste telefoonnetwerken. Het principe van het telefoonnummer als identificatie van een aansluiting heeft meer dan een eeuw doorstaan, en vindt in de huidige digitale netwerken nog steeds zijn toepassing.
In het begin van de 21e eeuw is de groei van het aantal aansluitingen op het telefonienetwerk nog steeds niet tot staan gekomen.

### Elektronica
Signaalversterking met Elektronenbuizen en transistor hebben het mogelijk gemaakt de elektrische communicatiesignalen over steeds grotere afstanden betrouwbaar te versturen. Via kabels, door de lucht of door glasvezels heen, elektronica gebaseerd op deze vindingen heeft het zowel mogelijk gemaakt steeds meer informatie tegelijkertijd te versturen, als deze informatie tegen lagere kosten over grotere afstanden te versturen.

### Televisie
- Analoog naar digitale communicatie
- Computersystemen
- Optische communicatie
- Mobiele telefonie
- Het internet en sociale netwerken

### Maatschappelijke ontwikkeling
Met de technologische ontwikkeling heeft elektronische communicatie zich ook in een steeds groter toepassingsgebied verspreid.
- Militaire toepassing
- Gebruik door de overheid
- Gebruik door het bedrijfsleven
- Privaat gebruik

## Praktische toepassingen

### Spraak en muziek
- Radio
- Telefonie

### Beeld en tekst
- Televisie
- Fax
- Beeldtelefoon
- Minitel
- Semafoon
- Sms

### Internet-toepassingen
- World Wide Web
- E-mail
- Forum of Bulletin board
- IRC
- Instant Messaging
- Twitter
- YouTube

### Computer- of datacommunicatie
- Internet Protocol en voorgangers
- LAN, wifi en ethernet
- WAN en VPN
- Seriële communicatie RS-232, USB

## Alternatieve definities
Elektronische communicatie in juridische teksten
Het overbrengen van signalen, geschrift, afbeeldingen, geluid, gegevens of intelligentie die wordt aangemaakt, verzonden, doorgestuurd, beantwoord, verzonden, verspreid, uitgezonden, opgeslagen, gehouden, gekopieerd, gedownload, weergegeven, bekeken, gelezen of geprint door een of meer elektronische communicatiesystemen.